# Detroit Vipers
Detroit Vipers var ett amerikanskt professionellt ishockeylag som spelade i International Hockey League (IHL) mellan 1994 och 2001. Ishockeylaget hade dock sitt ursprung från 1969 när Salt Lake Golden Eagles bildades för spel i Western Hockey League (WHL). Golden Eagles spelade också i Central Hockey League (CHL) och IHL.
Vipers spelade sina hemmamatcher i inomhusarenan The Palace of Auburn Hills i Auburn Hills i Michigan. Ishockeylaget var farmarlag till Ottawa Senators och Tampa Bay Lightning i National Hockey League (NHL). De vann Turner Cup, som var trofén till det lag som vann IHL:s slutspel, för säsongen 1996–1997.
Spelare som spelade för Vipers var bland andra Mark Fitzpatrick, Gerard Gallant, John Gruden, Kevin Hodson, Sheldon Keefe, Steve Kelly, Chris McAlpine, Ken McRae, Andrej Mezin, František Musil, Brad Norton, Dan O'Rourke, Stéphane Richer och Craig Wolanin.